# Shōta Iizuka
Shōta Iizuka (飯塚 翔太?, Iizuka Shōta; Omaezaki, 25 giugno 1991) è un velocista giapponese.

## Biografia
La prima partecipazione in campo internazionale avviene ai mondiali juniores di Moncton 2010; qui ottiene dapprima l'oro nei 200 m piani con il tempo di 20"67 e successivamente arriva quarto in 39"89 nella staffetta 4×100 metri.
Il 16 agosto 2013, ai campionati del mondo di Mosca, è eliminato nella semifinale dei 200 metri piani chiudendo penultimo in batteria con un tempo di 20"61. Due giorni dopo arriva sesto nella staffetta 4×100 metri con una prestazione di 38"39, insieme ai compagni di squadra Yoshihide Kiryū, Kenji Fujimitsu e Kei Takase.
L'agosto del 2016 rappresenta il Giappone ai Giochi olimpici di Rio de Janeiro. Il 16 agosto sfiora il passaggio alle semifinali dei 200 metri fermando il cronometro a 20"49, dietro a Salem Eid Yaqoob (20"19), Ramil Guliyev (20"23) e Aaron Brown (20"23). Durante l'ultima giornata della rassegna a cinque cerchi conquista la medaglia d'argento con la staffetta giapponese, composta anche da Ryōta Yamagata, Yoshihide Kiryū e Asuka Cambridge, nella prova della 4×100 metri, con un nuovo record asiatico di 37"60.
Ai mondiali di Londra 2017 si cimenta sui 200 m piani e sulla 4×100 m; nella prova individuale sfiora di poco il passaggio in finale correndo in 20"62, preceduto da Isiah Young (20"12), Isaac Makwala (20"14), Nethaneel Mitchell-Blake (20"19) e David Lima (20"56). La staffetta riserverà tuttavia al giapponese una consolazione: in una gara contrassegnata da un clamoroso infortunio del giamaicano Usain Bolt in ultima frazione, Iizuka conquista la medaglia di bronzo in 38"04 con la staffetta giapponese, formata oltre a lui da Shūhei Tada, Yoshihide Kiryū e Kenji Fujimitsu, alle spalle di Regno Unito (37"47) e Stati Uniti (37"52).

## Record nazionali

### Seniores
- Staffetta 4×100 metri: 37"60 ( Rio de Janeiro, 19 agosto 2016) (Ryōta Yamagata, Shōta Iizuka, Yoshihide Kiryū, Asuka Cambridge)

## Progressione

### 100 metri piani
| Stagione | Tempo | Luogo   | Data      | Rank. Mond. |
| -------- | ----- | ------- | --------- | ----------- |
| 2017     | 10"08 | Tottori | 4-6-2017  |             |
| 2013     | 10"22 | Tokyo   | 6-9-2013  |             |
| 2012     | 10"35 | Osaka   | 8-6-2012  |             |
| 2010     | 10"45 | Chiba   | 2-10-2010 |             |
| 2009     | 10"38 | Niigata | 2-10-2009 |             |

### 200 metri piani
| Stagione | Tempo | Luogo    | Data      | Rank. Mond. |
| -------- | ----- | -------- | --------- | ----------- |
| 2017     | 20"40 | Osaka    | 24-6-2017 |             |
| 2016     | 20"11 | Nagoya   | 26-6-2016 |             |
| 2015     | 20"42 | Niigata  | 26-6-2015 |             |
| 2014     | 20"39 | Fukuroi  | 3-5-2014  |             |
| 2013     | 20"21 | Fukuroi  | 3-5-2013  |             |
| 2012     | 20"45 | Osaka    | 10-6-2012 |             |
| 2011     | 20"64 | Kumagaya | 11-6-2011 |             |
| 2010     | 20"58 | Fukuroi  | 3-5-2010  |             |
| 2009     | 21"01 | Nara     | 1-8-2009  |             |
| 2008     | 21"32 | Shizuoka | 11-5-2008 |             |

## Palmarès
| Anno | Manifestazione             | Sede           | Evento      | Risultato   | Prestazione | Note                                     |
| ---- | -------------------------- | -------------- | ----------- | ----------- | ----------- | ---------------------------------------- |
| 2010 | Mondiali juniores          | Moncton        | 200 m piani | Oro         | 20"67       |                                          |
| 2010 | Mondiali juniores          | Moncton        | 4×100 m     | 4º          | 39"89       |                                          |
| 2011 | Campionati asiatici        | Kōbe           | 200 m piani | 4º          | 21"10       |                                          |
| 2011 | Universiade                | Shenzhen       | 200 m piani | Semifinale  | 21"02       |                                          |
| 2011 | Universiade                | Shenzhen       | 4×100 m     | Batteria    | dq          |                                          |
| 2012 | Giochi olimpici            | Londra         | 200 m piani | Batteria    | 20"81       |                                          |
| 2012 | Giochi olimpici            | Londra         | 4×100 m     | 4º          | 38"35       |                                          |
| 2013 | Universiade                | Kazan'         | 200 m piani | Bronzo      | 20"33       |                                          |
| 2013 | Universiade                | Kazan'         | 4×100 m     | Argento     | 39"12       |                                          |
| 2013 | Mondiali                   | Mosca          | 200 m piani | Semifinale  | 20"61       |                                          |
| 2013 | Mondiali                   | Mosca          | 4×100 m     | 6º          | 38"39       |                                          |
| 2013 | Giochi dell'Asia orientale | Tientsin       | 200 m piani | Argento     | 21"01       |                                          |
| 2013 | Giochi dell'Asia orientale | Tientsin       | 4×100 m     | Oro         | 38"44       | Record dei Giochi                        |
| 2014 | World Relays               | Nassau         | 4×100 m     | 5º          | 38"40       |                                          |
| 2014 | Giochi asiatici            | Incheon        | 200 m piani | 4º          | 20"87       |                                          |
| 2014 | Giochi asiatici            | Incheon        | 4×100 m     | Argento     | 38"49       |                                          |
| 2014 | Giochi asiatici            | Incheon        | 4×400 m     | Oro         | 3'01"88     | Miglior prestazione personale stagionale |
| 2016 | Giochi olimpici            | Rio de Janeiro | 200 m piani | Batteria    | 20"49       |                                          |
| 2016 | Giochi olimpici            | Rio de Janeiro | 4×100 m     | Argento     | 37"60       | Record asiatico                          |
| 2017 | Mondiali                   | Londra         | 200 m piani | Semifinale  | 20"62       |                                          |
| 2017 | Mondiali                   | Londra         | 4×100 m     | Bronzo      | 38"04       | Miglior prestazione personale stagionale |
| 2018 | Giochi asiatici            | Giacarta       | 200 m piani | 6º          | 20"68       |                                          |
| 2018 | Giochi asiatici            | Giacarta       | 4x400 m     | Bronzo      | 3'01"94     |                                          |
| 2019 | Mondiali                   | Doha           | 4×400 m     | Batteria    | 3'02"05     |                                          |
| 2021 | Giochi olimpici            | Tokyo          | 200 m piani | Batteria    | 21"02       |                                          |
| 2022 | Mondiali                   | Eugene         | 200 m piani | Semifinale  | 20"77       |                                          |
| 2023 | Mondiali                   | Budapest       | 200 m piani | Semifinale  | 20"54       |                                          |
| 2024 | Giochi olimpici            | Parigi         | 200 m piani | Ripescaggio | 20"72       |                                          |
| 2025 | Campionati asiatici        | Gumi           | 200 m piani | 4º          | 20"66       | Miglior prestazione personale stagionale |